# Dominik Prpić
Dominik Prpić (Zagreb, 19 de mayo de 2004) es un futbolista croata que juega de defensa en el F. C. Porto de la Primeira Liga.

## Trayectoria
Empezó a jugar al fútbol a los seis años en el N. K. Zagreb, hasta principios de 2017, cuando se marchó al N. K. Lokomotiva, pero, tras ser tanteado por el H. N. K. Hajduk Split, fichó por el club dálmata ese mismo verano. En el Hajduk Split fue titular habitual de su generación en los años siguientes y, el 2 de junio de 2022, vio ampliado su contrato con el club hasta el verano de 2025. Posteriormente se incorporó al primer equipo. Debutó en liga entrando en lugar de Stefan Simić en el empate a 2-2 a domicilio contra el N. K. Slaven Belupo el 12 de noviembre de 2022. Su primer partido como titular fue la victoria por 2-1 contra el H. N. K. Šibenik el 22 de enero de 2023.
El 10 de julio de 2025 fichó por el F. C. Porto y firmó hasta 2030.

## Vida personal
Es de Zagreb, con raíces de Lika, Dalmacia y Dubrovnik.

## Estadísticas

### Clubes
Actualizado al último partido disputado el 1 de diciembre de 2024.
| Club                            | Div.          | Temporada     | Liga  | Liga  | Copas nacionales | Copas nacionales | Copas internacionales | Copas internacionales | Total | Total |
| Club                            | Div.          | Temporada     | Part. | Goles | Part.            | Goles            | Part.                 | Goles                 | Part. | Goles |
| ------------------------------- | ------------- | ------------- | ----- | ----- | ---------------- | ---------------- | --------------------- | --------------------- | ----- | ----- |
| H. N. K. Hajduk Split · Croacia | 1.ª           | 2022-23       | 5     | 0     | 2                | 0                | —                     | —                     | 7     | 0     |
| N. K. Radomlje Eslovenia        | 1.ª           | 2023-24       | 12    | 0     | 1                | 0                | —                     | —                     | 13    | 0     |
| N. K. Radomlje Eslovenia        | Total club    | Total club    | 12    | 0     | 1                | 0                | 0                     | 0                     | 13    | 0     |
| H. N. K. Hajduk Split · Croacia | 1.ª           | 2023-24       | 9     | 0     | 1                | 0                | —                     | —                     | 10    | 0     |
| H. N. K. Hajduk Split · Croacia | 1.ª           | 2024-25       | 11    | 0     | 0                | 0                | 2                     | 0                     | 13    | 0     |
| H. N. K. Hajduk Split · Croacia | Total club    | Total club    | 25    | 0     | 3                | 0                | 2                     | 0                     | 30    | 0     |
| Total carrera                   | Total carrera | Total carrera | 37    | 0     | 4                | 0                | 2                     | 0                     | 43    | 0     |